# لانگ ایچینگتون
لانگ ایچینگتون (به انگلیسی: Long Itchington) یک روستا و محله مدنی در بریتانیا است که در Stratford-on-Avon واقع شده‌است. لانگ ایچینگتون ۲٬۰۱۳ نفر جمعیت دارد.